# Jacqueline Ferrand
Jacqueline Ferrand, zeitweise Lelong-Ferrand (* 17. Februar 1918 in Alès; † 26. April 2014 in Sceaux) war eine französische Mathematikerin.

## Leben
1947 heiratete Ferrand Pierre Lelong und ergänzte ihren Namen zu Lelong-Ferrand, unter dem sie dann bis zu ihrer Scheidung 1977 auch veröffentlichte, danach wieder unter Ferrand.
Ferrand ging in Nîmes aufs Gymnasium und gewann den ersten Preis im Concours General für die Eliteuniversitäten. Sie absolvierte die Eingangsprüfungen an der École normale supérieure und war eine der ersten Frauen, die dort 1936 studieren konnten. 1939 erhielt sie in der Mathematikprüfung (Agrégation) den ersten Platz zusammen mit Roger Apéry. Danach unterrichtete sie an der École normale supérieure de jeunes filles. 1942 wurde sie bei Paul Montel mit einer Arbeit über konforme Darstellungen promoviert (Étude de la représentation conforme au voisinage de la frontière d’un domaine simplement connexe). Sie war damals auch eine Schülerin von Arnaud Denjoy. Die Dissertation erhielt 1943 den Prix Girbal-Baral der Academie des Sciences. Im selben Jahr wurde sie Chargé de cours an der Universität Bordeaux.
Ferrand wurde 1945 Professorin an der Universität Caen und 1948 Professorin für Analysis und höhere Geometrie an der Universität Lille. Von 1956 bis zu ihrer Emeritierung 1984 war sie Professorin in Paris an der Sorbonne.
Zunächst befasste sie sich mit konformen Darstellungen, dann mit Potentialtheorie, Riemannschen Mannigfaltigkeiten und harmonischen Formen. Sie war in Frankreich auch durch einige Mathematiklehrbücher bekannt. Die Ferrand-Invariante ist nach ihr benannt.
1974 erhielt sie den Prix Servant.

## Schriften
- Représentation conforme et transformations à intégrale de Dirichlet bornée, Gauthier-Villars, Paris 1955
- mit Jean-Marie Arnaudiès Cours de Mathématiques, 4 Bände, Dunod, ab 1971 (mehrere Auflagen, Band 1 Algèbre, Band 2 Géométrie et cinématique, Band 3 Analyse, Band 4 Equations différentielles, intégrales multiples, fonctions holomorphes)
- Les fondaments de la géometrie, Presses Universitaires de France, 1986
- Géometrie differentielle (tenseurs, formes différentielles), Masson 1963
- Transformations conformes et quasi-conformes des variétés riemanniennes compactes (démonstration de la conjecture de A. Lichnerowicz). Acad. Roy. Belg. Cl. Sci. Mém. Coll. in–8deg (2) 39, no. 5, 44 pp. (1971).
- The action of conformal transformations on a Riemannian manifold. Math. Ann. 304 (1996), no. 2, 277–291.